# Queirã
Queirã es una freguesia portuguesa del concelho de Vouzela, con 24,01 km² de superficie y 1.702 habitantes (2001). Su densidad de población es de 70,9 hab/km².